# Гуджаратская суба
Гуджаратская суба — одна из суб (провинций) Империи Великих Моголов, существовавшая на территории современного индийского штата Гуджарат в 1573—1756 годах.
В 1573 году третий могольский император Акбар (1556—1605) захватил Гуджарат (ныне штат в западной Индии), разгромив Гуджаратский султанат при Музаффар-шахе III. Музаффар пытался вернуть султанат в 1584 году, но потерпел неудачу. Гуджарат оставался провинцией Великих Моголов (суба), управляемой вице-королями и офицерами, назначаемыми императорами Великих Моголов из Дели. Приемный брат Акбара Мирза Азиз Кокалташ был назначен первым субадаром (губернатором), который укрепил власть Моголов над регионом. Знать бывшего султаната продолжала сопротивляться и бунтовать во время правления следующего императора Джахангира (1605—1627), но Кокалташ и его преемник субадар покорили их. Джахангир также разрешил Британской Ост-Индской компании основать фактории в Сурате и в других местах Гуджарата. Следующий император Шах-Джахан (1627—1658) расширил свои территории на юге, и его подданные захватили полуостров Катхиавар, включая Наванагар. Шах-Джахан также назначил субадарами своего принца Аурангзеба, который был вовлечен в религиозные споры, принца Дара Шукоха, а позже принца Мурада Бахша. После битвы за престолонаследие на трон Моголов взошел Аурангзеб (1658—1707), и его политика привела к восстаниям и недовольству. Во время его правления маратхи под предводительством Шиваджи совершили набег на Сурат (1666), и начались их вторжения в Гуджарат. До этого Гуджарат процветал благодаря политической стабильности, миру и растущей международной торговле.
Во время следующих трех императоров (1707—1719), которые правили недолго, дворяне становились все более и более могущественными из-за нестабильности в Дели. Члены правящей семьи Марвара часто назначались вице-королями. Во время правления императора Мухаммад-шаха (1719—1748) борьба между дворянами Великих Моголов и маратхов обострилась из-за частых сражений и вторжений. Южный Гуджарат был потерян для маратхов, а города в северном и центральном Гуджарате несколько раз подвергались нападениям с частым требованием дани. Маратхи продолжали наращивать свои владения, и частая смена вице-королей не переломила тенденцию. Конкурирующие дома Маратхов, Гаеквадов и Пешв были вовлечены между собой, что на некоторое время замедлило их прогресс. Позже они заключили мир между собой. Во время правления следующего императора Ахмад Шаха Бахадура (1748—1754) существовал номинальный контроль над дворянами, которые действовали самостоятельно. Там часто происходили стычки между собой и с маратхами. Ахмадабад, столица провинции, окончательно пал перед маратхами в 1752 году. Он был восстановлен благородным Момин-ханом на короткое время, но снова был потерян маратхами в 1756 году после длительной осады. Воспользовавшись удобным случаем, британцы захватили Сурат в 1759 году. После неудачи при Панипате в 1761 году маратхи усилили свою власть в Гуджарате. В течение этих пятидесяти лет борьба за власть между дворянами Великих Моголов и маратхами вызвала беспорядки и снижение благосостояния.

## Предыстория

### Гуджарат приХумаюне(1535—1536)
Примерно в конце 1532 года султан Гуджарата Бахадур-шах поссорился с Хумаюном, могольским императором Дели. Первоначальным поводом для ссоры послужило то, что Бахадур-шах приютил султана Мухаммада Замана Мирзу, внука дочери императора Бабура (1482—1530). Гнев Хумаюна усилился из-за дерзкого ответа Бахадур-шаха. Не принимая во внимание, что он спровоцировал могущественного врага, Бахадур Шах снова осадил Читтор, и хотя он слышал, что Хумаюн прибыл в Гвалиор, он не отказался от осады. В марте 1535 года Читтор попал в руки Бахадур-шаха, но под Мандасуром его армия вскоре была разбита Хумаюном. Бахадур Шах бежал в Манду, крепость которого была быстро взята Хумаюном. Из Манду король бежал в Чампанер и, наконец, нашел убежище в Диу. Чампанер пал под властью Хумаюна, и весь Гуджарат, кроме Сората, перешел под его власть.
В это время Шер-шах Сур поднял восстание в Бихаре и Джаунпуре, и Хумаюн вернулся в Агру. Как только Хумаюн ушел, страна восстала против Моголов, и его старые дворяне попросили короля присоединиться к ним. Бахадур присоединился к ним и, разгромив моголов в деревне Канидж близ Махмудабада (ныне Махемдавад), изгнал их из Гуджарата.
Когда Гуджарат попал под власть империи Великих Моголов, Бахадур-шах был вынужден ухаживать за португальцами. 23 декабря 1534 года, находясь на борту галеона «Святой Матфей», он подписал Бассей-нский договор. На основании условий соглашения Португальская империя получила контроль над городом Бассейн (Васаи), а также его территориями, островами и морями, которые также включали острова Даман и Бомбей. Он разрешил им построить фабрику в Диу. Вместо завода португальцы построили форт Диу.
Когда он восстановил свое королевство, Бахадур, раскаявшись в своем союзе с португальцами, отправился в Сорат, чтобы убедить армию португальцев, которых он попросил прийти к нему на помощь, вернуться в Гоа. В феврале 1537 года, когда португальцы прибыли в Диу, пять или шесть тысяч человек, султан, надеясь избавиться от них с помощью военной хитрости, отправился в Диу и попытался вернуть вице-короля под свою власть. Вице-король извинился и, в свою очередь, пригласил короля посетить его корабль, стоящий на якоре у берегов Гуджарата. Бахадур согласился, и на обратном пути подвергся нападению и был убит португальцами, а его тело было сброшено в Аравийское море.
После его смерти Гуджарат начал сталкиваться с давлением моголов с севера и других королевств с востока. Они также столкнулись с растущей экономической конкуренцией в Аравийском море и Индийском океане со стороны европейцев.

## При империи Великих Моголов (1573—1756)

### При Акбаре (1573—1605)
В 1573 году император Великих Моголов Акбар завоевал Гуджаратский султанат (ныне Гуджарат, Индия), воспользовавшись преимуществом молодого гуджаратского султана Музаффар-шаха III и его враждующей знати. Музаффар находился в плену в Агре. Он назначил своего молочного брата Мирзу Азиза Кокалташа первым субадаром Гуджаратской субы, который столкнулся с восстанием мятежной знати бывшего султаната. Акбар быстро пришел на помощь и положил конец восстанию. Вскоре он назначил Мирзу-хана, которому удалось установить систему доходов и подавить нападение Мирзы с помощью могольского министра Тодара Мала. Следующий субадар Шахаб-уд-дин усилил вооруженные силы. Вскоре султан Музаффар бежал, вернулся в Гуджарат и возглавил нападение на Ахмедабад и отбил его до того, как его бывший дворянин, а ныне губернатор Итимад-хан добрался до города. Вскоре Мирза-хан был вновь назначен субадаром, который победил Музаффара в битве при Фатехвади в 1584 году. Вскоре Кокалташ вернулся в качестве субадара и разгромил Музаффара и объединенные силы Катхиавадов в битве при Бхучар Мори. Позже Музаффар был взят в плен, но покончил с собой, положив конец Гуджаратскому султанату. Когда Кокалташ отправился в Мекку на паломничество, султан Мурад Бахш был назначен субадаром, после смерти которого Кокалташ вернулся в третий раз в качестве губернатора. Акбара сменил Джахангир.

### При Джахангире (1605—1627)
Джахангир продолжил Мирзу Азиза Кокалташа в качестве субадара, когда тот взошел на трон в 1605 году. Он продолжал управлять провинцией, даже несмотря на то, что Халидж-хан был назначен новым субадаром. Ему наследовал Саяд Муртаза, который контролировал восстания в северном и южном Гуджарате. Мирза Азиз Кокалташ снова вернулся в качестве губернатора и успешно предотвратил вторжение Малика Амбара из Даулатабада на юге. Следующий субадар Абдулла Хан Фируз Джанг совершил экспедицию на юг и покорил Ахмеднагар. В свое время, в 1611 году, Джахангир разрешил Британской Ост-Индской компании для создания заводов в Сурате и в других местах Гуджарата. Во время правления следующего субадара Мукарраба Хана Джахангир совершил поездку по Гуджарату и принял нескольких местных правителей. В 1618 году он назначил своего сына принца Шах-Джахана следующим субадаром. Он восстал в 1622—1623 годах, и его сменил Султан Давар Бахш. Шах-Джахан сопротивлялся, но позже он добился нового назначения Джахангира, Хана Джахана, как своего собственного. Вместо этого провинцией управлял Саиф Хан, поскольку Хан Джахан был отправлен послом Шаха Джахана к Джахангиру. Джахангир умер, и Шах-Джахан унаследовал его в качестве императора в 1627 году.

### При Шах-Джахане (1627—1658)
После смерти императора Джахангира его сын Шах-Джахан взошел на трон в 1627 году. Его губернатор Гуджарата Шер Хан Туар помогал во время голода 1631-31 годов в провинции. Шах-Джахан послал своих людей расширять свои территории дальше на юг. Между 1632 и 1635 годами были назначены четыре субадара из-за их драгоценного подарка императору, и они не могли хорошо управлять провинцией. Колис из Канкреджа в северном Гуджарате совершил бесчинства, а Джем Наванагар не заплатил дань. Вскоре был назначен Азам-хан, который привел провинцию в порядок, подчинив Колис на севере и Катис в Катиаваде. Он также заставил Джем Наванагара сдаться. Следующий вице-король Ис Тархан провел финансовые реформы. В 1644 году могольский принц Аурангзеб был назначен субадаром, который участвовал в религиозных спорах за разрушение джайнского храма в Ахмедабаде. Из-за возникших разногласий его сменил Шаста Хан, которому не удалось подчинить Колиса. Таким образом, принц Мурад Бахш был назначен субадаром в 1654 году. Он вскоре восстановил беспорядки. В 1657 году, узнав о тяжелой болезни Шах-Джахана, Мурад Бахш объявил себя императором и восстал вместе со своим братом Аурангзебом. Они победили Джасвант Сингх и Касам Хан, которых Шах Джахан назначил субадаром Малвы и Гуджарата соответственно в битве при Дхарматпуре. Далее они направились к столице, Агре, но столкнулись с Дарой Шукохом. Они победили его в битве при Самугархе (1658). Вскоре Аурангзеб бросил и заключил в тюрьму Мурада Бахша, заключил в тюрьму его отца и объявил себя императором в 1658 году.

### При Аурангзебе (1658—1707)
После победы над всеми своими братьями Аурангзеб взошел на трон Великих Моголов в 1658 году. Он вознаграждал людей, которые помогали ему в войне за престолонаследие. Он простил Джасванта Сингха, с которым сражался в битве, и назначил его вице-королем Гуджарата. Ему наследовал Махабат-хан, который аннексировал Наванагар под контролем Моголов. В свое время Аурангзеб провел некоторые административные реформы, запретил индуистские обычаи и праздники и ввел в действие исламский религиозный закон. В 1664 году лидер маратхов Шиваджи разграбил Сурат и опустошил его богатства. При следующем вице-короле Хане Джехане Шиваджи снова напал на Сурат и Джанджиру. Джасвант Сингх снова был назначен вице-королем, и Наванагар был частично восстановлен под властью своего правителя. Во время правления следующего вице-короля Амин-хана в провинции начались беспорядки из-за введения налога на джизью и другой дискриминации, и Идар восстал в 1679 году, но вскоре был подавлен.
При следующем вице-короле Мухтар-хане Ахмадабад столкнулся с наводнением (1683), а провинция столкнулась с голодом (1684). Суджаат-хан, следующий вице-король, управлял провинцией в течение девятнадцати лет. он подавил восстание мусульман-шиитов в 1691 году и беспорядки в Катхиаваде и Марваре. Он заключил мир с Дургадасом Ратодом из Марвара. В 1698 году Гуджарат снова столкнулся с дефицитом. В 1703 году принц Мухаммад Азам Шах был назначен вице-королем. Дургадаса пригласили в Ахмедабад, чтобы убить, но он сбежал. На юге собрались маратхи и угрожали войти в Гуджарат. Вскоре они вошли под руководством Дханаджи Джадхава до Бхаруча во время правления следующего вице-короля Ибрагима хана. При нем войска Великих Моголов потерпели поражение при Ратанпуре близ Раджпиплы и снова при Баба Пьяре и разграбили весь регион. Император послал принца Мухаммеда Бидара Бахта с войсками на помощь, но маратхи вернулись до его прибытия. С другой стороны, Дургадас снова восстал и послал войска, но потерпел поражение. Ибрагим-хан вскоре был вновь назначен вице-королем незадолго до смерти Аурангзеба в 1707 году. Воспользовавшись ситуацией из-за враждующих князей за престолонаследие, маратхи под руководством Баладжи Вишванатх вошел в Гуджарат и дошел до Ахмедабада. Опасаясь крупного грабежа, Ибрагим-хан провел переговоры и заплатил большую дань в размере 210 000 рупий, чтобы уйти. Так маратхи вернулись. Бахадур Шах I взошел на трон Великих Моголов в Дели. Во время правления Аурангзеба империя Великих Моголов ослабла и начала разваливаться.

### При Бахадур-шахе I (1707—1712)
В 1708 году, в результате отставки последнего субадара Ибрахима хана, Гази-уд-дин Хан Бахадур Фируз Джанг был назначен сорок третьим вице-королем Гуджарата. Склонность нового императора к шиитским догматам и его приказ вставить в пятничную проповедь слова «законный преемник Пророка» после имени Али, четвертого халифа, помимо общего недовольства, вызвали небольшое волнение в Ахмадабаде. В первую пятницу, в которую была прочитана проповедь, туранские или турецкие солдаты публично призвали проповедника прекратить под страхом смерти. Проповедник, проигнорировавший их угрозы в следующую пятницу, был снят с кафедры туранийцами и проломлен булавой. В том же году (1708), услышав, что у представителя Шах Алама есть копия Корана, написанного имамом Али Таки, сыном Мусы Разы (810—829), император выразил желание ознакомиться с ним, и вице-король отправил его ему в Манду, отвечающий заСаяд Акил и Салабат Хан Баби. В 1709 году Шариат Хан, брат Абдула Хамида хана, был назначен министром вместо своего брата, который получил должность главного кази. По приказу императора в имперский лагерь было отправлено много сокровищ. Аджит Сингх из Марвара восстал и восстановил Джодхпур. Поскольку император пожелал посетить Аджмер, вице-королю Гуджарата было приказано присоединиться к нему со своей армией.
Говорят, что в то время жалованье всадника составляло 34 рупии, а лакея — 4 рупии в месяц. Во время своего правления Фируз Джанг ввел практику, которую продолжили его преемники, взимания налогов на сдельные товары и садовые продукты за свой счет, при этом люди вице-короля постепенно получили в свои руки всю власть по сбору налогов. В 1710 году, во время турне по сбору дани, вице-король заболел в Данте и был доставлен в Ахмадабад, где и скончался. Поскольку Фируз Джанг не представил удовлетворительных отчетов, его имущество было конфисковано, а в 1711 году Аманат Хан, губернатор Сурата, был назначен заместителем субадара с титулом Шахамат Хан. Когда Шахамат Хан взимал дань с районов Кади и Виджапур, он услышал, что отряд маратхов продвинулся к броду Баба Пьяра на реке Нармада. Он немедленно выступил против них, призвав на помощь Саяда Ахмада Гилани, губернатора Сората. Когда он достиг Анклешвара, его встретили мараты, и произошла битва, в которой мараты потерпели поражение. Затем Шахамат Хан отправился в Сурат и, обеспечив его безопасность, вернулся в Ахмадабад. Несмотря на поражение при Анклешваре, марата с этого времени начали совершать ежегодные набеги на Гуджарат.

### При Джахандар-шахе (1712—1713)
В 1712 году император умер, и ему наследовал его сын Джахандар-шах, а сорок четвертым вице-королем Гуджарата был назначен Асиф-уд-даула Асад Хан Бахадур. Поскольку Мухаммад Бег Хан, который в то время находился в Харколе, был любимцем нового вице-короля и благодаря его интересам был назначен заместителем, он отправился в Ахмадабад, а Шахамат Хан был переведен в Малву в качестве вице-короля. Тем временем Мухаммад Бег Хан был назначен губернатором Сурата, а Сарбуланд Хан Бахадур был направлен в Ахмадабад в качестве заместителя вице-короля. По пути в Гуджарат Сарбуланд Хан был ограблен в дебрях Сагбара к востоку от Раджпиплы. По прибытии он немедленно выступил против мятежных колисов чунвала и подчинил их. В конце года, когда Фаррух-Сияр, сын Азим-ус-Шана, второго сына покойного императора, шел с большой армией на столицу, Сарбуланд-хан вернулся в Дели.

### ПриФаррух-Сияре(1713—1719)
Эта экспедиция Фаррух-Сияра была успешной. Он казнил Джахандар-шаха и взошел на трон в 1713 году. Поскольку он был возведен на трон в основном с помощью саядов Хусейна Али и Абдуллы Хана, новый император попал под власть этих дворян. Он заключил договор с Аджитом Сингхом из Джодхпура. Дауд Хан Панни, могущественный генерал, был назначен субадаром, но в 1714 году в Ахмедабаде произошли беспорядки. Аджит Сингх был назначен следующим субадаром, у которого были разногласия с другим знатным Хайдаром Кули Ханом. После некоторого колебания Аджит Сингх позволил Хану Даурану Насрату Джангу Бахадуру быть назначенным следующим субадаром. В 1719 году влиятельные братья Саяды свергли императора Фаррух-Сияра в 1719 году.

### ПриМухаммад-шахе(1719—1748)
Фаррух-Сияру наследовали короткие правления Рафи уд-Дараджата и Шах-Джахана II. В конце концов Мухаммад-шах был возведен ими на трон. Чтобы заключить мир с могущественным вассалом, он назначил Аджит Сингха из Марвара субадаром. Вторжения маратхов продолжались, и Пиладжи Гаеквад обосновался в Сонгаде, недалеко от южной границы Гуджарата. Аджит Сингх назначил Анопсинга Бхандари своим заместителем. За помощь в свержении влиятельных братьев Саядов Хайдар Кули Хан был назначен следующим вице-королем. Народ, недовольный Анопсингом, обрадовался его назначению, но он попытался освободиться, поэтому его отозвали. Низам-уль-Мульк возглавил страну, которой снова пришлось столкнуться с вторжением маратхов. Маратхи, воспользовавшись ослаблением империи Великих Моголов, начали регулярно взимать дань с Гуджарата. Следующий вице-король Сарбуланд-хан вступил в конфликт с маратхами, чьи генералы сначала потерпели поражение при Кападвандже, а затем при Арасе. Позже междоусобицы в Маратхах остановили их продвижение. Император послал имперские войска на помощь. Наконец, маратхи потерпели поражение при Соджитре и Кападвандже и были отброшены от своих вторжений в Гуджарат. В последующие годы маратхи атаковали Ваднагар, а затем захватили Бароду, Дабхой и Чампанер. Растущую мощь маратхов в южном Гуджарате невозможно сдержать.
В 1730 году Абхай Сингх был назначен субадаром, который победил Мубариз-уль-Мулька при Адаладже, который выступал против его назначения. Вскоре он вступил в союз с маратхской Пешвой и победил другого маратхского Гаеквада. Он вернулся в Марвар, назначив Ратансингха Бхандари, своего заместителя, ответственным. Он восстановил Бароду, но его соперничество с другими лидерами Великих Моголов Момин ханом и Сохрабом ханом ослабило его. Вскоре Момин хан был назначен субадаром, но ему пришлось осадить Ахмедабад, чтобы быть у власти, поскольку Ратансингх не выполнил приказ. Вскоре император вновь назначил Абхай Сингха, но Момин-хан продолжал осаду. Он принял помощь Дамаджи Гаеквада и, наконец, захватил Ахмедабад. Ему пришлось делиться доходами с Гаеквадом, но вскоре возникли разногласия, и они поссорились. Он пытался контролировать Гуджарат, но маратхи продолжают расти и расширять свою власть. После смерти Момин-хана Фида-уд-дин некоторое время управлял провинцией фо. Абдул Азиз Хан, командующий Джуннаром близ Пуны, пришел к власти благодаря поддельному приказу, но позже был вынужден уйти в отставку. Муфтахир хан, сын Момин хана, назначен следующим вице-королем. Во время его правления маратхи пришли в Ахмедабад и продолжали нападать на города в центральной части Гуджарата. Ему наследовал Фахр-уд-даула. У него был некоторый мир из-за внутренней борьбы между различными домами Маратхов, которые замедлили их продвижение в Гуджарате.
В 1748 году император Мухаммад-шах умер, и ему наследовал его сын Ахмад-шах Бахадур.

### При Ахмад-шахе Бахадуре (1748—1754
Император Ахмад Шах Бахадур назначил Бахт Сингха, брата Махараджи Абхай Сингха из Марвара, наместникм, но он никогда не брал на себя ответственность. Он был последним губернатором, назначенным императором Великих Моголов. Почувствовав возможность ослабления власти Великих Моголов, маратхи и могольская знать начали составлять заговор, чтобы утвердиться в Гуджарате. Дома маратхов, Гаеквад и Пешва, вступили в борьбу и, наконец, заключили мир. Джаван Мард Хан, который отвечал за Ахмедабад, был вынужден сдаться им после долгой осады. Таким образом, маратхи прочно обосновались в Гуджарате в 1752 году. В 1754 году Ахмад шах Бахадур был свергнут, и к власти на троне Великих Моголов пришел Аламгир II.

### ПриАламгире II(1754—1756)
Маратхи изгнали дворян Великих Моголов при императоре Аламгире II. Один из таких дворян, Момин Хан, отразил их наступление и вернул Ахмедабад в 1756 году, проигранный маратхам несколько лет назад. После долгой осады Ахмадабад снова попал в руки маратхов. Маратхи взимали дань по всему Гуджарату. В 1759 году англичане Британской Ост-Индской компании захватили Сурат.
Садашив Рамчандра был назначен пешвой губернатором в 1760 году, за которым последовал Апа Ганеш в 1761 году. После поражения маратхов в Третьей битве при Панипате (1761) дворяне ненадолго отбили города у маратхов, но вскоре были вынуждены сдаться. Таким образом, маратхи прочно обосновались в Гуджарате.

## Администрация
Гуджаратская суба занимала площадь в 302 ко (966,4 километра) между Бурханпуром на востоке и Джагатом (Дварка) на западе и 70 ко (224 километра) между Джалором на севере и Даманом на юге. Двадцать пять саркар (административных единиц) Гуджаратского султаната были реорганизованы в 16 саркар, а остальные районы были переданы обратно в его старые провинции. Из этих 16 саркаров девять находились под прямым контролем империи Великих Моголов: Ахмадабад, Барода, Бхаруч, Чампанер, Годра, Надаут, Патан, Сорат и Сурат. Они были известны каксаркарат-и-хараджи, где применялась фискальная система сбора доходов Моголов. Остальные семь саркар находились под административным и налоговым управлением местных вождей; Бансбалла (Бансвада), Дунгарпур, Куч, Наванагар, Рамнагар, Сирохи и Сант. Они были известны как саркарат-и пешкаши, где моголы собирали ежегодную дань (пешкаш). Эти местные вожди, заминдары, признавали сюзеренитет Великих Моголов и иногда оказывали военную поддержку.
Во всей империи Великих Моголов была установлена единая трехметаллическая валюта, но Гуджарат продолжал использовать местную серебряную монету, известную как Махмуди, наряду с валютой Великих Моголов.

## Список могольских вице-королей Гуджарата (1573—1754)

### При Акбаре (1573—1605)
- Мирза Азиз Кокалташ (1542—1624), 1-й вице-король, 1573—1575
- Мирза Абдур-Рахим Хан (Хан Ханан), 2-й губернатор, 1575—1577
- Шахаб-уд-дин, 3-й губернатор, 1577—1583
- Итимад Хан Гуджарати, 4-й субадар, 1583—1584
- Мирза Абдур-Рахим Хан (Хан Ханан) (1556—1626), 5-й губернатор, 1583—1587 (второй раз)
- Исмаил Кули хан, 6-й субадар, 1587—1588
- Мирза Азиз Кокалташ, 7-й субадар, 1588—1592 (второй раз)
- Султан Мурад-мирза (1624—1661), 8-й губернатор, 1592—1600
- Мирза Азиз Кокалташ, 9-й субадар, 1600—1606 (третий раз)

### При Джехангире (1605—1627)
- Мирза Азиз Кокалташ, 9-й субадар, 1600—1606 (третий раз)
- Калидж-хан, 10-й губернатор, 1606
- Саяд Муртаза, 11-й субадар, 1606—1609
- Мирза Азиз Кокалташ, 12-й губернатор 1609—1611 (четвертый раз)
- Абдулла Хан Фируз Джанг, 13-й губернатор, 1611—1616
- Мукарраб хан, 14-й губернатор, 1616
- Принц Шах-Джахан, 15-й субадар, 1618—1622
- Султан Давар Бахш, 16-й губернатор, 1622—1624
- Саиф Хан, 17-й субадар, 1624—1627

### При Шахе Джахане (1627—1658)
- Шер Хан Туар, 18-й губернатор, 1627—1632
- Ислам хан, 19-й субадар, 1632
- Бакар Хан, 20-й субадар, 1632
- Сипахдар хан, 21-й губернатор, 1633
- Саиф Хан, 22-й субадар, 1633—1635
- Азам Хан, 23-й субадар, 1635—1642
- Иса Тархан, 24-й губернатор, 1642—1644
- Принц Мухаммад Аурангзеб, 25-й губернатор, 1644—1646
- Шайста Хан, 26-й губернатор, 1646—1648
- Принц Мухаммад Дара Шукох, 27-й субадар, 1648—1652
- Шайста Хан, 28-й губернатор, 1652—1654 (второй раз)
- Принц Мурад Бахш, 29-й губернатор, 1654—1657
- Касам Хан, 30-й субадар, 1657—1659

### При Аурангзебе (1658—1707)
- Касам Хан, 30-й субадар, 1657—1659
- Шах Наваз Хан Сафави, 31-й губернатор, 1659
- Махараджа Джасвант Сингх, 32-й субадар, 1659—1662
- Махабат Хан, 33-й губернатор, 1662—1668
- Хан Джехан, 34-й губернатор, 1668—1671
- Махараджа Джасвант Сингх, 35-й субадар, 1671—1674 (второй раз)
- Мухаммад Амин Хан Умдат-уль-Мульк, 36-й губернатор, 1674—1683
- Мухтар хан, 37-й субадар, 1683—1684
- Shujáât Khán (Kártalab Khán), 38-й субадар, 1684—1703
- Принц Мухаммад Азам Шах, 39-й губернатор, 1703—1705
- Ибрахим хан, 40-й субадар, 1705
- Принц Мухаммад Бидар Бахт, 41-й субадар, 1705—170
- Ибрахим хан, 42-й субадар, 1706 (второй раз)

### При Бахадур-шахе I (1707—1712)
- Гази-уд-дин, 43-й субадар, 1708—1710

### При Джахандар-шахе (1712—1713)
- Асиф-уд-Даула, 44-й губернатор, 1712—1713

### При Фаррухсияре (1713—1719)
- Шахамат Хан, 45-й субадар, 1713
- Дауд Хан Панни, 46-й губернатор, 1714—1715
- Махараджа Аджит Сингх, 47-й субадар, 1715—1716
- Хан Дауран Насрат Джанг Бахадур, 48-й губернатор, 1716—1719

### При Мухаммад-шахе (1719—1748)
- Махараджа Аджит Сингх, 49-й субадар, 1719—1721 (второй раз)
- Хайдар Кули Хан, 50-й субадар, 1721—1722
- Низам-уль-Мульк, 51-й губернатор, 1722
- Сарбуланд-хан, 52-й субадар, 1723—1730
- Махараджа Абхай Сингх, 53-й губернатор, 1730—1733
  - Ратансингх Бхандари, заместитель субадара, 1733—1737
- Момин Хан, 54-й губернатор, 1737
- Махараджа Абхай Сингх, 55-й субадар, 1737 (второй раз)
- Момин Хан, 56-й губернатор, 1738—1743 (второй раз)
  - Фидауддин действует как субадар, 1743
  - Абдул Азиз Хан из Джуннара, губернатор (по поддельному приказу)
- Муфтахир хан, 57-й губернатор, 1743—1744
- Фахр-уд-даула, 58-й субадар, 1744—1748

### При Ахмад-шахе Бахадуре (1748—1756)
- Махараджа Бахт Сингх, 59-й губернатор, 1748 (никогда не занимал должность)